# 威兰·施密特
威兰·施密特（德語：Wieland Schmidt，1953年12月23日—），德国男子手球运动员。他曾代表东德参加1980年和1988年夏季奥林匹克运动会手球比赛，其中1980年奥运会获得一枚金牌。